# Costasiella kuroshimae
Costasiella kuroshimae (im englischen gelegentlich „leaf sheep“, übersetzt deutsch „Blattschaf“ genannt) ist eine Meeresschnecken-Art der zu den Heterobranchia gehörenden Familie der Costasiellidae.

## Beschreibung
Die Art erreicht nach der Erstbeschreibung eine Körperlänge von vier Millimeter. Der Körper ist auffallend durch vier bis fünf, möglicherweise bis sieben, Reihen von Cerata genannten zipfelartigen Fortsätzen auf der Dorsalseite (Oberseite). Das Vorderende trägt zwei fühlerartige, unverzweigte Rhinophoren, Mundtentakel oder andere Anhänge fehlen, auch die Vorderecken des Fußes sind nicht (wie bei der ähnlichen Costasiella paweli) in tentakelartige Fortsätze ausgezogen. Zwischen den Rhinophoren sitzen zwei große Augen, die den Zwischenraum zwischen ihnen nahezu ausfüllen. Das Hinterende ist in einen Ceras genannten, durch eine Grube abgetrennten Schwanzanhang differenziert.
Der Körper ist in der Grundfarbe blass, die Cerata durch eingelagerte Chloroplasten (Kleptoplastiden, siehe unten) teilweise grün. Am Vorderende des Kopfs befindet sich ein rostfarbener Streifen. Die Rhinophoren sind entweder durchgehend blass wie der Körper mit kleinen weißen und rostfarbenen, teilweise irisierenden Flecken, deren Spitzen sind bei manchen Individuen schwarz gefärbt. Im Nackenbereich (vor dem Pericardium) liegt ein größerer irisierender blauer Fleck.

## Verbreitung
Die Art wurde nach Material beschrieben, das 1991 auf der Grünalge Avrainvillea lacerata vor der japanischen Insel Kuroshima entdeckt wurde und nach dieser Insel benannt. Sie wird von einer Reihe ähnlicher Arten bisher nur nach Färbungsmerkmalen differenziert, die Artzugehörigkeit ist daher bei vielen Individuen unklar, da die Erstbeschreibung keine sichere Zuordnung erlaubt. Vermutlich handelt es sich in Wirklichkeit um einen Komplex mehrerer bisher nicht sicher unterscheidbarer Arten. Neben Material von Kuroshiwa und Okinawa, Japan, wurden Tiere von der Küste von Singapur und von der zu den Marianen gehörenden Insel Guam dieser Art zugeordnet. Inzwischen wurde sie auch von der thailändischen Küste und aus dem Roten Meer gemeldet, Vermutlich wird die kleine, auf von Tauchern und Fotografen wenig aufgesuchten Algen lebende Art öfter übersehen. Anzunehmen ist eine weite Verbreitung im indopazifischen Raum. Die genaue Verbreitung ist wegen der Unsicherheiten in der Artzuordnung unsicher.
Costasiella kuroshimae gehören zu den Schneckenarten mit Kleptoplastiden. Dabei erhalten die Schnecken die Chloroplasten der Algen (einer Art der Grünalgengattung Avrainvillea), von denen sie sich ernähren und lagern sie unverletzt in ihren eigenen Körper ein, sie können so indirekt Photosynthese betreiben.